# Partito del Lavoro (Taiwan)
il Partito del Lavoro o Partito dei Lavoratori (Cinese tradizionale: 勞動黨) è un partito politico di Taiwan, che propone una riunificazione graduale con la Cina continentale con una grande autonomia per l'isola.
Il partito è prevalentemente attivo nelle manifestazioni operaie contro gli Stati Uniti d'America e il Giappone ed è storicamente legato al Partito Comunista Taiwanese.